# Robert Obrist (Architekt)
Robert Obrist (* 1937 in Dättwil; †  14. März 2018 in Chur) war ein Schweizer Architekt.

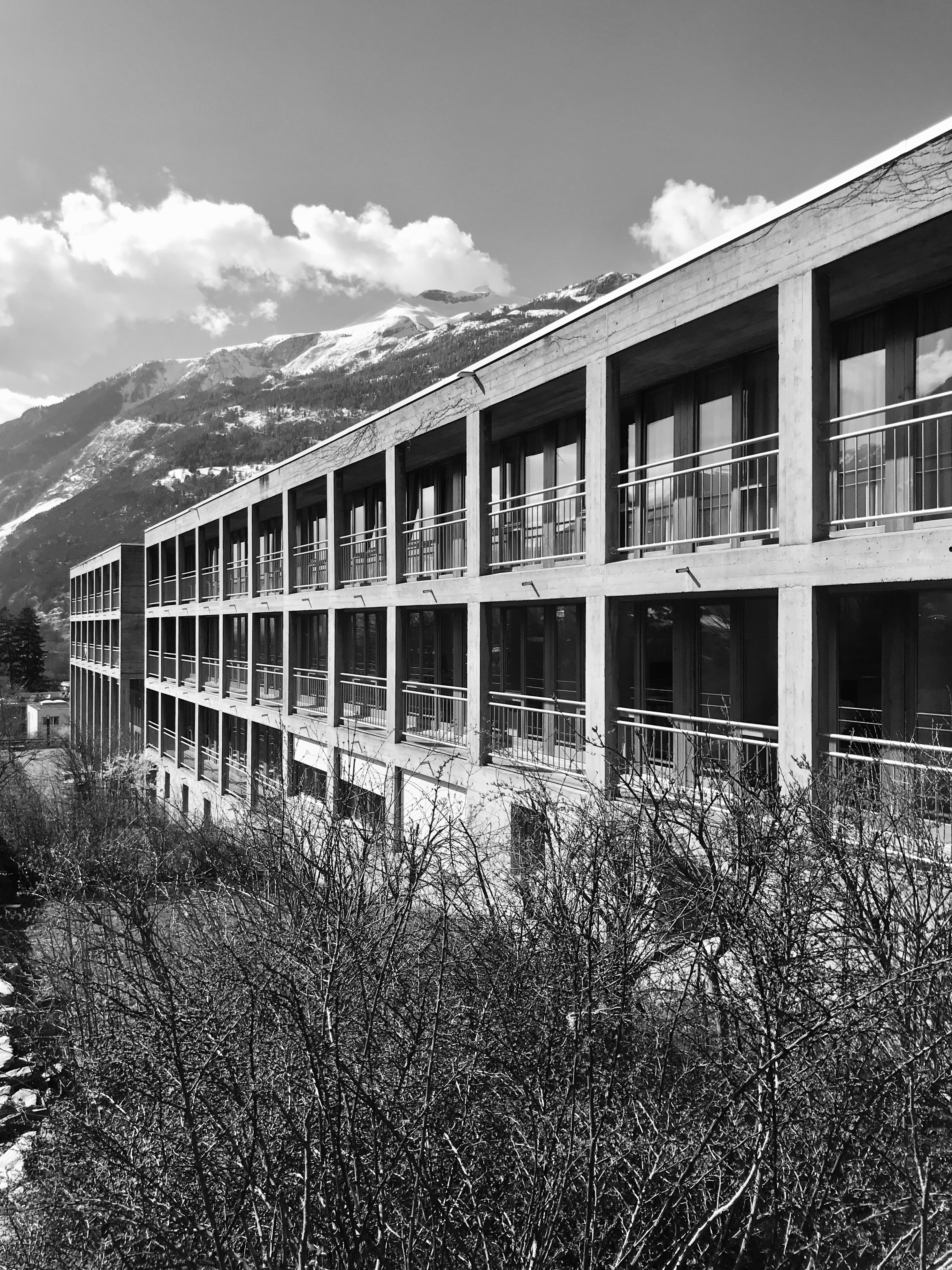
Bündner Frauenschule, Chur

## Werdegang
Obrist studierte an der Eidgenössischen Technischen Hochschule Zürich und war Mitarbeiter bei Otto Glaus. Er arbeitete in seinem Architekturbüro in St. Moritz und war Mitglied im Bündner Heimatschutz.
Robert Obrist zählt neben Walter Maria Förderer, Otto Glaus, Thomas Domenig, Max Kasper, Monica Brügger, Christian Menn, Hans-Peter Menn und Andreas Liesch zu den wichtigsten Vertretern der Nachkriegsmoderne im Kanton Graubünden.

## Bauten
Als Projektleiter bei Otto Glaus:
- 1962: Kursaal, Arosa

Eigene Bauten:

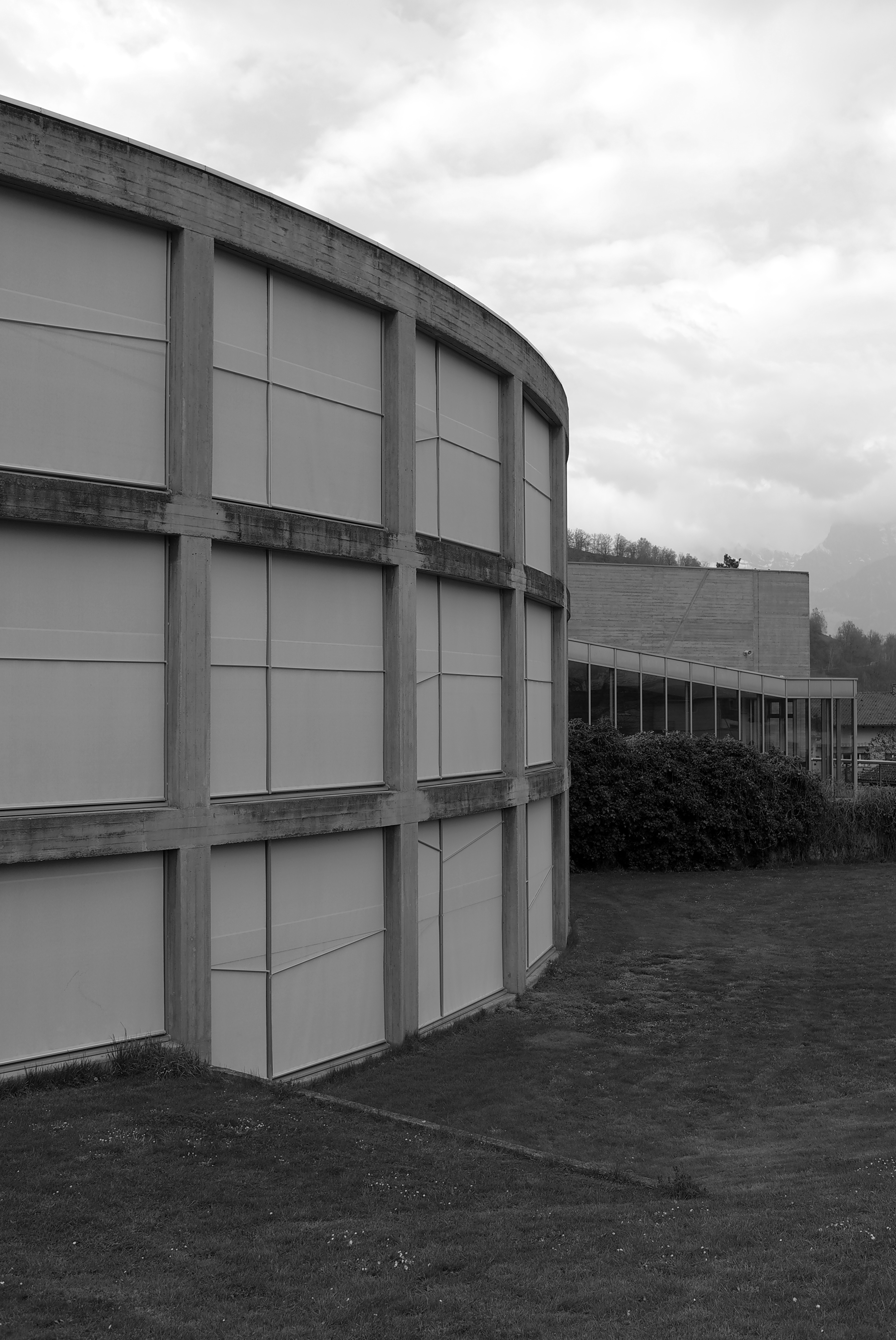
Schule, Untervaz

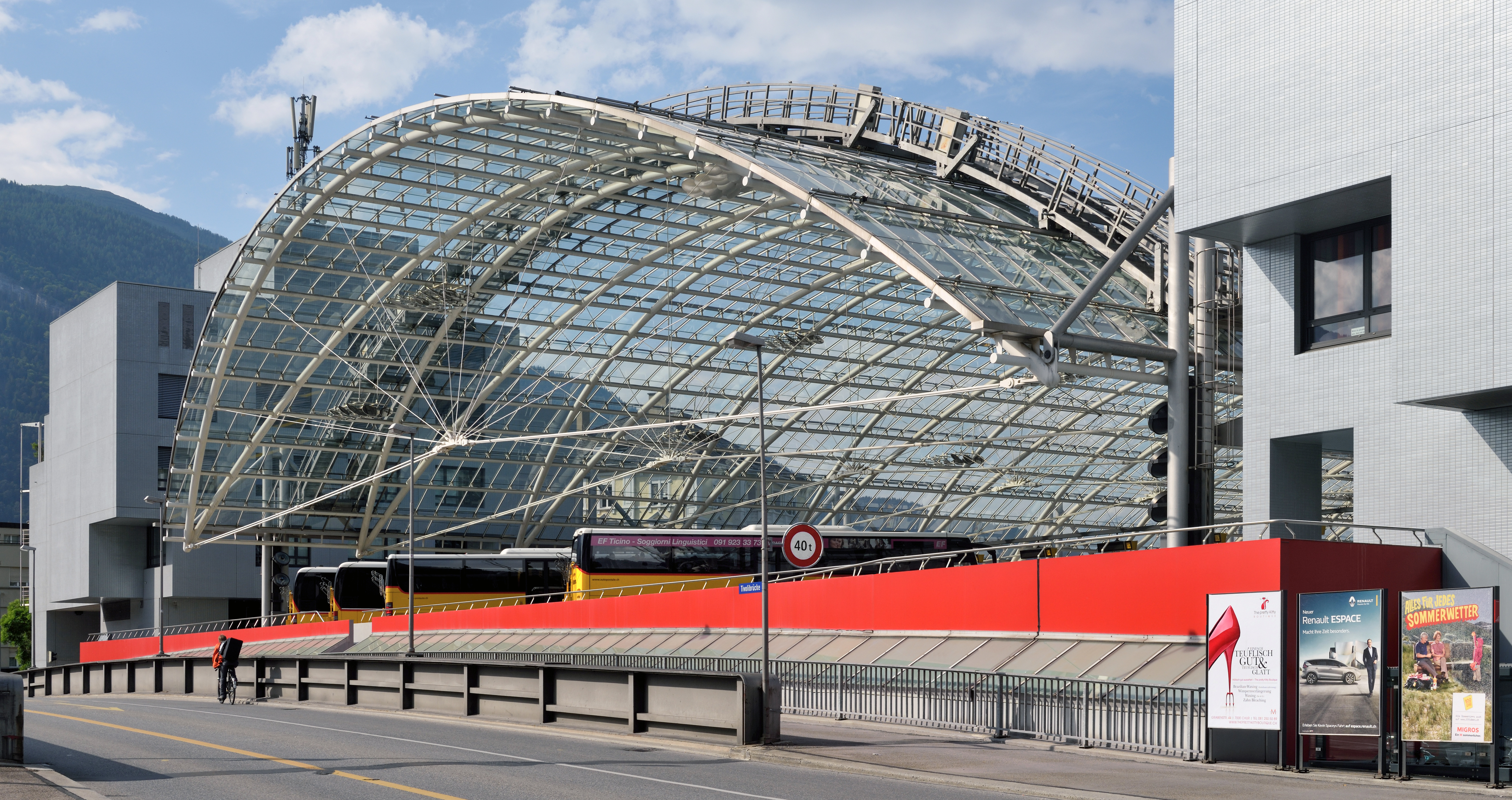
PTT-Bauten Bahnhof, Chur

- 1968: Hallenbad, St. Moritz mit Alfred Theus[4]
- 1970: Hallenbad – Hotel Waldhaus, Sils mit Otto Glaus[5]
- 1969–1971: Hotel Hauser, St. Moritz[6][7] mit Ingenieur Edy Toscano
- 1970–1972: Atelier, St. Moritz[8]
- 1975: Haus, Zuoz[9]
- 1970–1976: Gemeindehaus, Filisur
- 1977–1983: Pädagogische Hochschule Graubünden (früher: Bündner Frauenschule, erweitert von Pablo Horváth)[10]
- 1980–1984: Schule, Untervaz
- 1980–1994: PTT-Bauten Bahnhof, Chur mit Richard Brosi[11] mit Ingenieur Edy Toscano
- 1998: Scuolina, La Punt
- 1999–2000: Eisarena Ludains, St. Moritz[1]

## Auszeichnungen und Preise
- 1987: Auszeichnung für gute Bauten Graubünden für Schule, Untervaz
- 1994: Auszeichnung für gute Bauten Graubünden für PTT-Bauten Bahnhof, Chur

## Ehemalige Mitarbeiter
- 1974–1977: Hans-Jörg Ruch[12]
- 1972–1980: Hans Rohr[13]
- Werner Egli